# غراهام إيفانز (موظف مدني)
غراهام إيفانز (بالإنجليزية: Graham Evans)‏ هو موظف مدني أسترالي، ولد في 22 يناير 1943.